# Andre Bauer
Andre Bauer (ur. 24 listopada 1866 w Guebwiller – zm. 9 lipca 1900 w Taiyuan) – francuski zakonnik, franciszkanin obserwant, misjonarz, męczennik, święty Kościoła katolickiego.

## Życiorys
Jego rodzicami byli Luca i Lucia Moser. Został tercjarzem franciszkańskim, a w wieku 20 lat został oblatem w Anglii. Po powrocie do Francji służył przez 3 lata w oddziale kirasjerów. Następnie powrócił do klasztoru. W 1898 r. biskup Franciszek Fogolla przybył z Chin do Turynu na Międzynarodową Wystawę Chińskiej Kultury i Sztuki, a następnie podróżował przez Francję, Belgię i Anglię z czterema chińskimi seminarzystami, dzięki czemu pozyskał środki potrzebne dla misji. Do Taiyuan razem z nim udało się dziewięciu młodych księży i siedem zakonnic ze zgromadzenia Franciszkanek Misjonarek Maryi. Do nich przyłączył się również brat Bauer i 4 maja 1899 r. przybył do Taiyuan w Chinach.
Wkrótce potem podczas powstania bokserów doszło do prześladowań chrześcijan. Zarządca prowincji Shanxi Yuxian nienawidził chrześcijan. Z jego polecenia biskup Fogolla został aresztowany razem z 2 innymi biskupami (Grzegorz Grassi, Eliasz Facchini), 3 księżmi, 7 zakonnicami, 7 seminarzystami, 10 świeckimi pomocnikami misji i kilkoma chińskimi wdowami. Aresztowano również protestanckich duchownych razem z ich rodzinami. Wśród aresztowanych był brat Bauer. Został stracony z rozkazu gubernatora Shanxi 9 lipca 1900 r. W tym dniu zabito łącznie 26 męczenników. W styczniu 1901 r. nowy zarządca prowincji urządził ich uroczysty pogrzeb.

## Dzień wspomnienia
9 lipca w grupie 120 męczenników chińskich

## Proces beatyfikacyjny i kanonizacyjny
Został beatyfikowany 24 listopada 1946 r. przez papieża Piusa XII w grupie Grzegorza Grassi i 28 Towarzyszy. Kanonizowany w grupie 120 męczenników chińskich 1 października 2000 r. przez papieża Jana Pawła II.